# Campionati mondiali di ginnastica artistica 1994 (squadre)
I Campionati mondiali di ginnastica artistica 1994 sono stati la 30ª edizione della competizione. Si sono svolti a Dortmund, in Germania.

## Podi
| Evento  | Oro | Argento | Bronzo |
| Uomini  | | | |
| Squadre | Cina Fan Hongbin Guo Linyao Huang Huadong Huang Liping Li Dashuang Li Xiaoshuang Li Jing                            | Russia Dmitrij Karbanenko Aleksej Nemov Evgenij Šabaev Dmitrij Truš Dmitrij Vasilenko Aleksej Voropaev Evgenij Žukov | Ucraina Ihor Korobčyns'kyj Vitalij Marynyč Hryhorij Misjutin Volodymyr Šamenko Rustam Šaripov Andrij Stepančenko Jurij Jermakov |
| Donne   | | | |
| Squadre | Romania Simona Amânar Gina Gogean Nadia Hațegan Ionela Loaieș Daniela Mărănducă Lavinia Miloșovici Claudia Presăcan | Stati Uniti Amanda Borden Amy Chow Dominique Dawes Larissa Fontaine Shannon Miller Jaycie Phelps Kerri Strug         | Russia Oksana Fabričnova Elena Groševa Natal'ja Ivanova Svetlana Chorkina Dina Kočetkova Elena Lebedeva Evgenija Roščina        |

## Medagliere
| Posiz. | Nazione     | Oro | Argento | Bronzo | Totale |
| ------ | ----------- | --- | ------- | ------ | ------ |
| 1      | Cina        | 1   | 0       | 0      | 1      |
| 1      | Romania     | 1   | 0       | 0      | 1      |
| 3      | Russia      | 0   | 1       | 1      | 2      |
| 4      | Stati Uniti | 0   | 1       | 0      | 1      |
| 5      | Ucraina     | 0   | 0       | 1      | 1      |
| Totale | Totale      | 2   | 2       | 2      | 6      |